# 海南鳽
海南鳽，又名海南虎斑鳽、海南麻鷺，为鹭科海南𫛚属的唯一物種，有時亦有「鳥中大熊貓」的稱號。分布于中国海南、广西、安徽、福建、浙江等地和越南，一般生活于山间河谷及附近水域。该物种的模式产地在海南五指山。
其种加词“Magnificus ”意为“极好的”、“华丽的”。

## 保护
- 中国国家重点保护动物等级：一级